# Амелина, Яна Александровна
Я́на Алекса́ндровна Аме́лина (род. 31 января 1976, Москва) — российский исламовед и политолог, специалист по современным проблемам Кавказа, Крыма и Поволжья. Автор публикаций, посвящённых политическим процессам в России и странах СНГ, этнорелигиозным проблемам на постсоветском пространстве, образованию, исламу и православию. Сторонник идей о деструктивном влиянии социальных сетей на молодежь и несовершеннолетних, проводит практические семинары для сотрудников органов образования, правоохранительных органов и родительской общественности. Освещала события в зонах вооружённых конфликтов в Абхазии, Нагорном Карабахе, Чечне, Южной Осетии. На 2015 год является секретарём-координатором Кавказского геополитического клуба.

## Биография
Яна Амелина родилась 31 января 1976 года в Москве. По национальности — русская. Православная.
Закончила Российский государственный социальный университет, по образованию — юрист.
С 2002 по 2009 годы — собственный корреспондент информационного агентства «Росбалт».
С 2007 по 2010 годы — эксперт Центра евразийских и международных исследований Казанского (Приволжского) федерального университета.
С 2011 по 2014 год — начальник Сектора кавказских исследований, ведущий научный сотрудник Российского института стратегических исследований.
С 20 ноября 2014 года — секретарь-координатор Кавказского геополитического клуба.

## Область научных исследований
Яна Амелина известна как специалист по этнорелигиозным процессам на Кавказе, в Поволжье и Крыму, политическому влиянию зарубежных стран на эти регионы. Основные её научные публикации касаются проблемы распространения радикальных течений ислама в России, положения православия в России и в Закавказье, внешней и внутренней политике Армении, Нагорного Карабаха, Азербайджана, Южной Осетии, Грузии и Абхазии. Исследовала этнополитические и религиозные процессы в среде поволжских и крымских татар, кряшен, осетин, талышей, русских.
Привлекается в качестве эксперта по этноконфессиональным вопросам к участию в передачах, транслируемых на федеральных, региональных телеканалах и интернет-ТВ. В частности, 10 февраля 2013 года Яна Амелина являлась участником программы «Грузия и Россия: где выход из тупика?» (цикл передач «Что делать?») на российском государственном телеканале «Культура». 8 августа 2018 года — участник передачи «Время покажет» на Первом канале, посвященной 10-летию войны в Грузии. Также выступала в качестве эксперта у аналитического телеканала «День ТВ».
Постоянный автор интернет-издания «Агентство политических новостей», информационно-аналитических порталов Научного общества кавказоведов, Фонда стратегической культуры, Информационного агентства «Regnum», Информационно-аналитической службы «Русская народная линия», журнала «Русский дом», газеты «Ноев Ковчег», «Звезда Поволжья», «Спецназ России», научных журналов «Проблемы национальной стратегии» (Москва), «Мусульманский мир» (Казань) и других.

## Журналистика

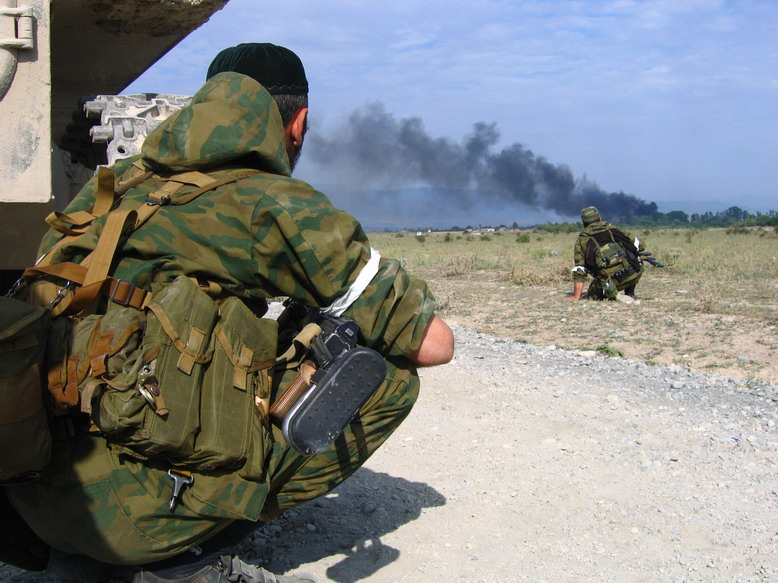
Бойцы батальона «Восток» в ходе боевых действий во время войны в Грузии 2008 года (500—700 метров до села Никози). Фото Яны Амелиной.

Член Международной федерации журналистов.
В августе 2007 года была выслана из Азербайджана во время работы над материалом об оппозиции и талышах. По словам самой Яны Амелиной, причиной депортации стали встречи с представителями талышского национального движения и посещение в качестве журналиста Нагорного Карабаха. По её мнению, интерес журналистов к этой теме вызывает «нездоровую реакцию» властей Азербайджана.
В 2008 году во время войны в Грузии посетила подвергшийся грузинскому нападению Цхинвал, заявив, что с российской стороны в конфликте участвовали солдаты-срочники. Амелина на БМП побывала на спецоперации вместе с бойцами чеченского батальона «Восток».

## Скандалы
В мае 2010 года на сайте информационного агентства «Regnum» было опубликовано интервью муфтия Северной Осетии Али-хаджи Евтеева, данное Яне Амелиной, в котором он рассказал о своей солидарности с северокавказские боевиками. Результатом этого интервью стала проверка Следственного Комитета при Прокуратуре по РСО-Алания на наличие в словах муфтия признаков экстремизма, которая в итоге не выявила состава преступления. По словам Евтеева, сказанное им не предназначалось для СМИ, а сам он предполагал беседу с учёным, так как Амелина представилась экспертом Центра евразийских и международных исследований, занимающаяся проблемами мусульман, Кавказа, радикализма и т. д. Интервью, вызвавшее широкий общественный резонанс, послужило поводом для отставки Али Евтеева с поста муфтия республики и его отъезда в Саудовскую Аравию.
В марте 2011 года юрист Рустем Валиуллин из «Прикамского правозащитного центра» подал заявление в Следственный комитет при прокуратуре Российской Федерации, требуя возбудить уголовное дело против Амелиной по ст. 285 (злоупотребление должностными полномочиями), ст. 286 (превышение должностных полномочий), ст. 282 (возбуждение ненависти либо вражды, а равно унижение человеческого достоинства) УК РФ. 4 апреля 2011 года Следственное управление Следственного комитета по Республике Татарстан отказало в возбуждении уголовного дела за отсутствием состава преступления. Сама Амелина полагает, что за обвинителями стоит адвокат, специализирующийся на защите обвиняемых в преступлениях, связанных с исламским экстремизмом. По мнению агентства «Regnum», «столь бурное недовольство фундаменталистов, попытавшихся „нейтрализовать“ Яну Амелину, вызывает её деятельность по разоблачению идеологии радикального исламизма, а также „исламистского лобби“, сформировавшегося в последние годы из представителей СМИ, а также общественных и экспертных структур».

## Научные труды

### Монографии
- Амелина Я. А. Куда приводят «розовые мечты». — Пушкино: Центр стратегической конъюнктуры, 2015. — 332 с. — 500 экз. — ISBN 978-5-9906914-9-0.
- Амелина Я. А. Не едина и неделима. Осетия после Беслана и "августовской войны" / Кавказский геополитический клуб. — Пушкино: Центр стратегической конъюнктуры, 2017. — 512 с. — 500 экз. — ISBN 978-5-9907792-8-0.
- Амелина Я. А. Трансформация деструктивных практик после разгрома т.н. Исламского государства": последние тенденции. "Колумбайн" в российских школах - далее везде?.. / Кавказский геополитический клуб. — М.: Издатель Воробьев А.В., 2018. — 172 с. — 500 экз. — ISBN 978-5-93883-383-8.
- Амелина Я. А. Бенефис ненависти. Как «колумбайнеры» и керченский убийца Владислав Росляков стали «героями» российской деструктивной молодежи / Кавказский геополитический клуб. — М.: Издатель Воробьев А.В., 2019. — 160 с. — 300 экз. — ISBN 978-5-93883-401-9.
- Амелина Я. А. Деструктивные тенденции на фоне пандемии. Переориентация „колумбайнеров“ и возрождение радикального исламизма / Кавказский геополитический клуб. — М.: Издатель Воробьев А.В., 2020. — 164 с. — ISBN 978–5–93883–431–6.

### Аналитические доклады
- Амелина Я. А. «Группы смерти» как угроза национальной безопасности России. Аналитический доклад / Кавказский геополитический клуб. — М.: Издатель А. В. Воробьёв, 2017. — 76 с. — 300 экз. — ISBN 978–5–93883–344–9.

### Статьи
- Амелина Я. А. Перспективы «исламского возрождения» в Абхазии и влияние Турции // Исламоведческие исследования в современной России и СНГ: достижения, проблемы, перспективы: материалы I международного научно-практического симпозиума (19-20 февраля 2009 г.) : в 2 т / под ред. Б. М. Ягудина. — Казань: Intelpress+, 2009. — Т. I. — С. 64—73.
- Амелина Я. А. Итоги «августовской войны»: усиление роли России и провал либеральных прогнозов // Проблемы и перспективы развития российского государства: материалы всероссийской научно-практической конференции. — Хасавюрт, 2009. — 46—49 с.
- Амелина Я. А. Сепаратистские настроения в Татарстане: нулевой потенциал // ТАТАРСТАН-2008: материалы республиканского симпозиума (14 января 2009 г.) / под ред. Б. М. Ягудина. — Казань: Intelpress+, 2009. — С. 51—57.
- Амелина Я. А. Национальное самосознание татар: что сказал бы Тукай? // Евразийские горизонты. — 2009. — № 4.
- Амелина Я. А. Информационная политика крымско-татарского меджлиса: опасный провал // Евразийские горизонты. — 2009. — № 5.
- Амелина Я. А. Карабах в мешке не утаишь // Евразийские горизонты. — 2009. — № 9.
- Амелина Я. А. Евразийский Союз: Кавказская платформа или Конфедерация Южного Кавказа? // Гуманитарные науки: межвузовский сборник научных статей. Ч. II. — Караганда: САНАТ-Полиграфия, 2009.
- Амелина Я. А. Турция: региональная держава или «лучшее будущее»? // Евразийские горизонты. — 2009. — № 10—12.
- Амелина Я. А. Российская умма и радикальный исламизм: усиление фундаменталистского тренда (на примере освещения мусульманскими СМИ терактов с использованием террористок-смертниц) // Религия и идентичность: сборник научных статей и сообщений. — Казань: Изд-во МОиН РТ, 2010. — С. 136—143.
- Амелина Я. А. Шариатизация Чечни как угроза светскому характеру Российского государства // Евразийские исследования. — 2010. — № 2. Архивировано 3 февраля 2015 года.
- Амелина Я. А. Российская умма не готова к вызовам времени // Евразийские горизонты. — 2010. — № 5.
- Амелина Я. А. Политический ислам в Чечне и Осетии: сравнительный анализ и конфликтный потенциал // Роль конфликтологии в обеспечении сотрудничества государства, бизнеса и гражданского общества: материалы III международного конгресса конфликтологов (Казань, 23-25 сентября 2010 года). — Казань, 2010.
- Амелина Я. А. Азербайджанское лобби в РФ и российские проводники его интересов: идеологический аспект // Регион и мир. — 2010. — № 1. — С. 23—30.
- Амелина Я. А. Южная Осетия: работа над имиджем // Евразийские горизонты. — 2010. — № 5.
- Амелина Я. А. Южная Осетия и Абхазия: проблемы и вызовы постпризнания // Геополитика и экономическая динамика Евразии: история, современность, перспективы: материалы II Евразийского научного форума (1-3 июля 2009 г.) в 2 т. / под ред. Б. М. Ягудина. — Казань: Intelpress+, 2010. — Т. I. — С. 183—187.
- Амелина Я. А. Меры противодействия салафизму в России: сравнительно-сопоставительный опыт Кавказа и Урало-Поволжья //  / Толерантность как фактор межэтнического и межконфессионального взаимодействия и сближения культур в условиях глобализации 2010: сборник материалов Международной научно-практической конференции 16-18 ноября 2010 года, г. Казань. — Казань: Отечество, 2010. — С. 119—121.
- Амелина Я. А. «Кавказский след» татарстанского салафизма // Первые Саматовские чтения (сборник материалов конференции) / сост. В. М. Якупов. — Казань: Иман, 2011.
- Амелина Я. А. Федеральное «ваххабитское лобби» и «стокгольмский синдром» интеллектуалов // CAUCASICA. Труды Института политических и социальных исследований Черноморско-Каспийского региона / Под ред. В. А. Захарова. — М.: ИПСИЧКР, «Русская панорама», 2011. — Т. 1. — С. 273—282.
- Амелина Я. А. Религиозно-политические искания радикальной части татарского национального движения и внешний фактор // Проблемы национальной стратегии. — 2011. — № 3. — С. 61—79.
- Амелина Я. А. Иран и Татарстан: сотрудничество с оглядкой // Современный Иран. — 2013. — № 3. — С. 19—24.
- Амелина Я. А., Александров Д. А. Крымско-татарское движение в Крыму: 20 лет в поисках пути // Проблемы национальной стратегии. — 2013. — № 1. — С. 74—95.
- Амелина Я. А. Медийно-пропагандистская стратегия Грузии на северокавказском направлении: идейные основы и практические шаги // Проблемы национальной стратегии. — 2013. — № 4. — С. 67—85.
- Амелина Я. А. Татарстан без Шаймиева: на пути к рядовому региону // Евразия на пути к многополярному миру: от противостояния геополитических систем к диалогу культурно-исторических обществ: материалы III Евразийского научного форума (1-3 июля 2010 г.) в 2 томах / Под ред. Б. М. Ягудина. — Казань: «Intelpress+», 2013. — Т. II. — С. 295—299.
- Амелина Я. А. О росте исламистской угрозы на Северном Кавказе и в Поволжье в связи с арабской весной и приходом к власти в ряде стран салафитов // Состояние и тенденции развития ситуации на Ближнем Востоке: сборник докладов / под ред. д-ра ист. наук К. А. Кокарева, чл.-корр. НАН Армении Р. А. Сафрастяна. — М.: РИСИ, 2013. — С. 44—50.
- Амелина Я. А. Кряшены: этномобилизация не состоялась // Национальное самоопределение кряшен: история и современность: материалы третьих публичных чтений памяти ученого-кряшеноведа М. С. Глухова, посвященных его 75-летию (23 ноября 2012 г.) / Под науч. ред. А. В. Фокина и Р. Р. Сулейманова. — Казань: Типография ООО «Авента», 2013. — С. 63—68.
- Федеральное исламистское лобби и гибель Валиуллы Якупова // Мусульманский мир. — 2014. — № 1. — С. 131—135.
- Амелина Я. А. Мусульмане Северной Осетии: патриотический российский вектор // Мусульманский мир. — 2014. — № 2. — С. 56—69.
- Амелина Я. А. Северокавказская политика Грузии после прихода к власти команды Иванишвили: ингушское направление // Проблемы национальной стратегии. — 2014. — № 4. — С. 103—122.
- Амелина Я. А. Внешняя политика Ирана: осетинское направление // Современный Иран. — 2015. — № 42. — С. 61—66.
- Амелина Я. А. «Исламское государство» на Ближнем Востоке: так ли оно опасно для России? // Мусульманский мир. — 2015. — № 2. — С. 67—76.
- Амелина Я. А. Отношение российских мусульман к так называемому "Исламскому государству" и операции Воздушно-космических сил России в Сирии // Мусульманский мир. — 2016. — № 3. — С. 48—51.
- Амелина Я. А. «Век прошел, число сменилось – ничего не изменилось…» К столетию дипломатических бесед Алимардана Топчибашева в Стамбуле // Ежегодник Caucaso-Caspica. Труды Института востоковедения Российско-Армянского университета / Под редакцией Гарника Асатряна. — 2017. — Вып. II. — С. 57—71.
- Амелина Я. А. Трансформация деструктивных практик после разгрома т.н. «Исламского государства»: последние тенденции // Противодействие идеологии терроризма: концепции адресная профилактика: Материалы всероссийской научно-практической конференции (г. Уфа, 6 июня 2019 г.) / Составители: Зинурова З.С., Фахретдинов Т.Р., Хазиев В.С., Юлбаев Р.З.. — Уфа: Изд-во ИП Кузнецов Н.В., 2019. — С. 34—36.
- Амелина Я. А. Деструктивное влияние социальных сетей на молодежь и несовершеннолетних: основные направления, последние тенденции // Донецкие чтения 2019: образование, наука, инновации, культура и вызовы современности: Материалы IV Международной научной конференции (Донецк, 31 октября 2019 г.) / под общей редакцией проф. С.В. Беспаловой. — Донецк: Изд-во ДонНУ, 2019. — Т. 6: Педагогические науки. Часть 1. — С. 22—25.

### Научная редакция
- Геополитика Большого Кавказа в контексте ближневосточного и украинского кризисов. Материалы научно-практической конференции (Владикавказ, 20 ноября 2014 г.) / Отв. ред. – секретарь-координатор Кавказского геополитического клуба Я. А. Амелина. — Владикавказ: Кавказский геополитический клуб, 2014. — 84 с. — 100 экз.
- «Исламское государство»: сущность и противостояние. Аналитический доклад / Под общ. ред. Я. А. Амелиной и А. Г. Арешева. — Владикавказ: Кавказский геополитический клуб, 2015. — 226 с. — 300 экз.
- Итоги-2015: беды и победы. Ежегодник Кавказского геополитического клуба / Под ред. Я. А. Амелиной / Кавказский геополитический клуб. — Пушкино: Центр стратегической конъюнктуры, 2016. — 404 с. — 300 экз. — ISBN 978-5-9907792-4-2.
- 2017: за перевалом - многополярный мир?... Материалы экспертного опроса по итогам 2016 г. / Отв. ред. – секретарь-координатор Кавказского геополитического клуба Я. А. Амелина. — Владикавказ: Кавказский геополитический клуб, 2017. — 99 с. — 100 экз.

## Награды
12 февраля 2009 года — национальная премия в области печатных СМИ «Искра», «как военному журналисту за лучшее освещение „пятидневной войны“ в Южной Осетии».
26 августа 2013 года — президент Южной Осетии Леонид Тибилов наградил Орденом Дружбы «За плодотворную научную деятельность и весомый вклад в исследование российско-югоосетинских отношений».